# جولان حاجي
جولان حاجي، كاتب وشاعر ومترجم سوري كردي من مواليد 1977. صدر له حتى الآن أربع دواوين شعرية منها ديوان «نادي الظلمات» الحائزة على الجائزة الأولى بمسابقة محمد الماغوط الشعرية في عام 2006. له عدة إصدارات في الترجمة أيضا عن اللغة الأنجليزية مثل كتاب «حي أساكوسا» للكاتب الياباني ياسوناري كاواباتا، وكتاب «المرفأ المظلم» مارك ستراند وغيرهم.

## السيرة الأدبية
ولد الشاعر والمترجم جولان حاجي في مدينة عمودا وهي مدينة تقع في محافظة الحسكة في أقصى شمال شرق سوريا في عام 1977. عاش حياته في دمشق قبل أن ينتقل للعيش في فرنسا. درس في جامعة دمشق وحصل على شهادة البكالوريوس في الطب ومن ثم على الماجستير في علم الأمراض. بدأت مسيرته في الشعر عندما نشر أول ديوان شعري له بعنوان «نادي الظلمات» الصادر عن وزارة الثقافة السورية في عام 2004 والفائز بالجائزة الأولى في مسابقة محمد الماغوط الشعرية. وبعدها في عام 2008، أصدر ديوانه الثاني «ثمة من يراك وحشا» والذي صُدر ضمن مسابقة الأمانة العامة لاحتفالية دمشق عاصمة الثقافة العربية. وآخر ديوان نشره كان في عام 2016 بعنوان «ميزان الأذى» حيث تحدث في بعض قصائده عن مشاهد الحرب والعنف الألم والغربة مثل في قصيدته «تفيض بالجثث». وقد أصدر حاجي أيضا كتابه الأول بعنوان «إلى أن قامت الحرب: نساء في الثورة السورية»، الصادر عن دار رياض الريّس في بيروت عام 2016، وقد روى في الكتاب عن قصص وتجارب النساء السوريات في الثورة السورية.
بالإضافة إلى هذا، يعمل ناجي مترجما. وقد ترجم عن اللغة إلإنجليزية إلى اللغة العربية قصصا وكتبا عديدة منها القصة السكتلندية الكلاسيكية «دكتور جيكل ومستر هايد» للكاتب روبرت لويس سيتيفنسون، وكتاب «المرفأ المظلم» للكاتب مارك ستراند، وكتاب «دفاتر سرية» للكاتب أنطون تشيخوف، وكتابيّ «ستفنسن تحت أشجار النخيل» و«ذاكرة القراءة» للكاتب ألبيرتو ناتغويل، وكتاب «حيّ أساكوسا» للكاتب الياباني ياسوناري كاواباتا وغيرهم.

## اقتباس
من ديوانه الشعري «ميزان الأذى»:

## المؤلفات

### دواوين شعرية
- نادي في الظلمات، وزارة الثقافة السورية، 2004.
- ثمة من يراك وحشا، 2008.
- ميزان الأذى، منشورات المتوسط، 2016.
- إلى أن قامت الحرب: نساء في الثورة السورية، رياض الريّس للكتب والنشر، 2016.

### كتب
- إلى أن قامت الحرب: نساء في الثورة السورية، رياض الريّس للكتب والنشر، 2016.

### ترجمات
- المرفأ المظلم، منشورت ورزاة الثقافة، السلسة: الشعر العالمي، 2002.
- دفاتر سرية (أنطون تشيخوف)، دار رفوف، 2011.
- الخريف، هنا، ساحر وكبير، دار إل سترينه الإيطالية، 2013.
- ستيفنسن تحت أشجار النخيل، دار الساقي، 2017.
- ذاكرة القراءة، دار الساقي، 2018.
- هندباء برية، دار الساقي، 2019.
- حي أساكوسا، دار الساقي، 2019.

## الجوائز
- فاز بالجائزة الأولى بمسابقة «محمد الماغوط» الشعرية عن مجموعته القصصية «نادي في الظلمات»، 2006.

## روابط خارجية
مقابلة قناة فرانس 24 مع الكاتب جولان حاجي